# Camtho jezik
Camtho jezik (iscamtho, isicamtho; ISO 639-3: cmt), miješani jezik iz južnoafričke Republike, koji se govori jedino kao drugi jezik među mlađim ljudima u urbanim središtima, kao što su Soweto i Johannesburg. Razvio se 1980.-tih iz Tsotsitaalskog jezika [fly]

## Vanjske poveznice
- Ethnologue (14th)
- Ethnologue (15th)